# Женщины-агенты
«Женщины-агенты» (фр. Les Femmes de l'ombre) — кинофильм, историческая драма режиссёра Жан-Поля Саломе. Мировая премьера состоялась 8 февраля 2008 года.

## Сюжет
Действие фильма происходит во время Второй мировой войны, накануне высадки союзников в Нормандии, и повествует о специальном отряде, состоящем из 5 женщин и одного мужчины.

## В ролях
- Софи Марсо — Луиза Дефонтен
- Жюли Депардьё — Жанна Фоссье
- Мари Жиллен — Сюзи Депре
- Дебора Франсуа — Гаэль Леменек
- Мориц Бляйбтрой — полковник СС Карл Хайндрих
- Майя Санса — Мария Луццатто
- Жюльен Буасселье[фр.] — Пьер Дефонтен
- Фолькер Брух — лейтенант Бейкер
- Венсан Ротье — Эдди, молодой коллабо
- Робен Ренуччи —  Мельхиор
- Ксавье Бовуа —  Клод Гранвиль, муж Луизы
- Алекс Лютц — солдат